# Света Петка (параклис в Баринци)
Вижте пояснителната страница за други значения на Света Петка.
Да не се бърка с църквата „Света Петка“ в същия квартал Баринци.
Скалният параклис „Света Петка“, известен още като Пещера на света Петка, е християнизирано праисторическо скално-изсечено светилище в България, действащо като скален параклис.
Намира се над квартал Баринци в град Трън. До него се стига от квартала по стъпала от едноименната църква „Света Петка“ от ок. 1700 г., разположена на малко площадче.
От тавана на пещерата се стича вода, която според народни предания е от свещен лековит водоизточник.

## Описание
Скалната църква е разположена в естествената пещера, намираща се на малко възвишение над извора Ралча, в квартал Баринци на град Трън. Във вътрешността на пещерата се наблюдава т.нар. „скална пита/питка“ с дупка в средата, където вярващите палят свещи. „Питата“ представлява каменен диск от монолитна скала, украсен със соларни геометрични мотиви, имащи известни аналози с украсата на великденските и гергьовските хлябове приготвяни от българските християни за двата празника.
На Петковден (храмовият празник на църквата) идват на празника болни хора от целия регион. Тази традиция има аналог с пещерите с лековити аязма, посветени на света Марина от Странджа планина. Както и при светите християнизирани места от Странджанско, свещеният водоизточник в пещерата се разглежда от учените като символ на отвъдния свят – извор на паметта и забравата – известни от текстовете върху орфическите златни плочки.

## История
Най-ранните следи от човешки поселения, открити в пещерите на територията на община Трън, датират от епохата на неолита. На територията на град Трън археолозите са открили следи от три праисторически селища. При изкопи на дълбочина 1 m до гимназията в града на брега на река Ерма са намирани археологически материали от такова селище. От него произхожда каменна брадва, дебелостенна груба керамика от глина с примеси, керамика с пластична и изрязана декорация. Въз основа на тези материали селището е отнесено към енеолитната епоха. Следите на другото праисторическо селище са открити върху скалния масив на левия бряг на река Ерма, под скалната църква „Света Петка“, където на терена около нея са намерени керамични материали от Халщатската и Латенската епоха. Културният пласт вероятно е бил с доста голяма дебелина, за да се запази през хилядолетията над малката като площ скална тераса. Теренът около скалата е застроен и археологическите материали са били откривани и в околните дворове. Може би с това селище са свързани синхроничните му сребърни монети от Дирахион и остров Тасос, намерени в Трън. Малката площ на скалата, както и изградената по-късно в нея скална християнска църква дават основание на археолозите и историците да допуснат, че в праисторическата епоха може би при скалата е имало светилище, което е било ползвано от населението на селището.
Третото праисторическо селище е открито на 1 km южно от града, на левия бряг на река Ерма до безиностанцията. При изкопите за строежа на бензиностанцията на дълбочина 1 m са разкрити археологически материали от праисторическо селище. Керамичните материали със своята разнообразна форма, техника на производство и декорация са датирани от Бронзовата епоха. Изградено в непосредствена близост с източните склонове на Руй планина и с брега на бързата планинска река, праисторическото селище е изживяло не едно заливане и засипване и днес се намира под дебел стерилен пласт. 
Според проф. Васил Марков свещеният водоизточник от скалната църква „Св. Петка“ успешно се съотнася с този при сакрализираната пещера под скалната арка Цареви порти (край село Ковачевица), а също и с водоизточниците от сакрализираните пещери от Прилепско, Битолско и Тиквешко в Македония, които са възможни мегарони – светилища, посветени в Античността на богините Деметра и Коре.
Във вътрешността на скалната църква „Св. Петка“ са изсечени 2 скални стъпки, които народната памет сочи за стъпките на светицата, които са останали от времето, когато тя успяла да избяга от преследвачите си. Тогава, според легендата, се вкаменила и питата (скалният диск) с дупката в средата намиращ се във вътрешността на пещерата. Каменният хляб/питка/диск много напомня на соларен символ и според проф. Марков обекта може да се разглежда като мегалитен храм на Великата богиня Майка, където в утробата ѝ (вътрешността на пещерата) се ражда нейният син – Слънцебога. Като символ на този свещен брак и новото раждане може да се мисли и скалната арка насочена на североизток, която е разположена в съседство на пещерата.
Пред арката болните се молят с лице на изток и се провират за здраве. Провиранията се осъществяват от долу нагоре, като участващият в обреда се озовава в позиция горе, при върха на скалата. При теренно проучване осъществено от екип с ръководител проф. Марков са забелязани множество керамични фрагменти от ръчно изработена тракийска керамика, датираща от I хил. пр. Хр., което е свидетелство за извършвани обреди в древността.
Непосредствено след 9 септември 1944 г. параклисът е осквернен и ограбен, а в годините на комунизма мястото е ползвано като обор за кози.
Параклисът е възстановен от местни жители със собствени средства в периода 1990 – 1994 година. Изградени са стълби до него, с места за почивка. Възстановена е фасадната стена на параклиса, която е била разрушена.
През 2018 г. църквата е обявена за паметник на културата с местно значение.

## Предания
Според средновековна легенда в пещерата, където света Петка се скрила, гонена от неверниците, още се пазят отпечатъци от дланта и от краката ѝ и една вкаменена питка. Светицата, като се скрила в пещерата, запалила огън и замесила и опекла питка, но в това време преследвачите влезли в пещерата. Света Петка видяла по дима на запаления огън че има и друг изход и избягала. Когато преследвачите посегнали към питката, тя се вкаменила.
Според доц. Иван Христов анализът на легендата позволява да се определи, че зад образа на света Петка се крие представата за женско божество, близко до образа на Великата богиня майка – навярно на богинята Хестия. Христов счита находките открити през 2009 г. в Четиньова могила (край с. Старосел) – във вътрешността на могилата са намерени четири „каменни хляба“, изработени от туф, като най-точният паралел на тези находки е каменната питка от скалната църква „Св. Петка“ край гр. Трън.

## Галерия
- Стълбището към параклиса
- Входът на параклиса
- „Скалната пита“
- Провиралото до входа на църквата

## Аналози
Изсечените каменни кръгове и дискове са сред недостатъчно проучените елементи от скални светилища на територията на България. Концентрацията им е най-голяма на територията на община Елхово – Палеокастро, в местността Арнаутската чешма при с. Срем и в местността „Мочулови камъни“, при с. Мелница, но не липсват подобни самотни аналози и в други части на страната – Скалният параклис „Света Петка“ (т.нар. „Каменна питка“) в град Трън; в землището на с. Берайнци – в местността „Мала Гарваница“ (каменният диск е издълбан в подножието на скалния масив); в местността Чуряк на източния склон на Брезнишко бърдо; в Източните Родопи изсечени скални дискове се наблюдават в землищата на с. Татул и с. Равен; каменни кръгове са открити и край скалните манастири при с. Тюленово; светилище Сечен камък (край с. Плачковци, община Габрово); край гр. Разлог и в северните части на Средна гора на връх Елдермен (в района на с. Старосел), край с. Бузовград и на светилище Камъка край Малко Търново и светилище Жельови камъни – южно от с. Оризари, община Твърдица.
Научните хипотези относно предназначението на каменните дискове и кръгове са разнопосочни, единственият неоспорим факт на този етап от археологическите проучвания, че има конкретни доказателства за култова дейност извършвана край тези каменни съоръжения.
Обектът при с. Мелница е интерпретиран като светилище, където се наблюдават подобни култови инсигнии и според някои траколози и археоастрономи съществува възможността да е жертвопринасяно на „Звездата куче“ – Сириус.